# Killing Jesus
Matar a Jesús (en España), Quien mató a Jesús (en Latinoamérica), en inglés, Killing Jesus, es una miniserie bíblica de 2015 que relata la historia de Jesús de Nazareth. Está protagonizada por Haaz Sleiman en el papel de Jesús, Reymonde Amsallem como María (madre de Jesús), Klara Issova como María Magdalena y Stephen Moyer como Poncio Pilato.

## Tema
Basado en el libro más vendido por O'Reilly y Martin Dugard, película que narra la vida de Jesús de Nazaret a través de la narración de los conflictos políticos, sociales e históricos durante el Imperio Romano que en última instancia condujeron a su muerte. 

## Reparto
- Haaz Sleiman como Jesús.
- Reymonde Amsallem como María.
- Yousef Sweid como José.
- Klára Issová como María Magdalena.
- Abhin Galeya como Juan el Bautista.
- Kelsey Grammer como Herodes I el Grande.
- Eoin Macken como Herodes Antipas.
- Rufus Sewell como Caifás.
- John Rhys-Davies como Anás.
- Alexis Rodney como Simón Pedro.
- Khalid Laith como Juan el apóstol.
- Emmanuelle Chriqui como Herodías.
- Mehdi Pyro como Andrés el Apóstol.
- Joe Doyle como Judas Iscariote.
- Chris Ryman como Malco.
- Vernon Dobtcheff como Isaias.
- Stephen Moyer como Poncio Pilato.
- Stephanie Leonidas como Salomé.
- Zoubir Abou Alfadel como Jesús (8 años).
- John Lynch como Nicodemo.
- Dimitri Leonidas como Santiago el apóstol.
- Jason Kavan como Mateo el apóstol.
- Mehdi Lamrini como Tomás el Apóstol.
- Abdesslam Bouhssini como Felipe el Apóstol.
- Mohamed Boussalem  como Oficial del templo.
- July Namir como María (joven).
- Hatim Abdelghafour  como Simón el Zelote.
- Mostafa El Houari  como Bartolomé el Apóstol.
- Aneurin Barnard  como Santiago el menor.
- Joseph Long  como José de Arimatea.
- Sam Dastor como Daniel.
- Nadia Benzakour como Adúltera.